# Bara no Sōretsu
Bara no Sōretsu (薔薇の葬列? lett. "Il corteo funebre delle rose") è un film del 1969 diretto da Toshio Matsumoto.
Nel giugno 2017 il film ricevette un restauro in 4K e una riedizione cinematografica limitata.

## Trama
(frase finale, di René Daumal)
Eddie e Leda sono due travestiti che competono per l'amore di Gonda, proprietario del Genet, un bar per gay e travestiti di Shinjuku. Un giorno, Eddie e la madre osservano una foto di famiglia in cui il volto del padre è stato bruciato; Eddie dice alla madre di scordarsi del marito perché ora c'è lui a sostenerla, e la madre ride istericamente. Dopo che Eddie sorprende la madre intenta ad amoreggiare con un uomo, uccide entrambi. Intanto, Leda fa pressioni su Gonda ma, non riuscendo a sostenere la situazione, finisce per suicidarsi; Eddie e Gonda sono liberi di vivere la loro relazione. Quando però Gonda osserva la foto di famiglia di Eddie, e capisce di essere suo padre, si sgozza, scioccato dall'incesto commesso; poco dopo anche Eddie viene a sapere la verità, e per punirsi si acceca con lo stesso coltello usato dal padre.

## Stile
Il termine bara (rose) veniva utilizzato in Giappone tra gli anni '60 e '70 per indicare la comunità omosessuale, similarmente all'uso della parola pansy negli Stati Uniti d'America. Le rose artificiali sono il fiore preferito di Leda, e danno un doppio significato al titolo.
Il film, girato interamente in bianco e nero, rappresenta un vago adattamento della tragedia Edipo re in cui vengono combinati elementi di cinema verità, sperimentale, documentarista e Nouvelle Vague. I temi trattati riguardano sessualità, morte, violenza e uso di sostanze stupefacenti. Frequenti sono le interruzioni della trama principale dovute ad analessi, prolessi e interviste agli attori, quasi tutti non professionisti.
Considerato un caposaldo del cinema giapponese, il film è stato citato da Stanley Kubrick come la principale fonte d'ispirazione per il suo film Arancia meccanica.